# Ніре (1945)
«Ніре» (Nire, яп. 楡) — ескортний міноносець Імперського флоту Японії, який брав участь у Другій світовій війні.

## Історія створення
Корабель, який став двадцять сьомим серед завершених ескортних міноносців типу «Мацу» (та дев'ятим серед таких кораблів підтипу «Татібана»), був закладений 14 серпня 1944 року на верфі ВМФ у Майдзуру. Спущений на воду 25 листопада 1944 року, став до ладу 31 січня 1945 року.

## Історія служби
За весь час після завершення та до закінчення війни «Ніре» не полишав вод Японського архіпелагу, при цьому з 25 квітня його включили до 52-ї дивізії ескадрених міноносців.
22 червня 1945-го «Ніре» зазнав певних пошкоджень під час нальоту на Куре. Враховуючи неможливість оперативного відновлення в умовах тотальної кризи, підготований для «Ніре» екіпаж перевели на ескортний есмінець «Каба». На момент капітуляції Японії «Ніре» все так же перебував у Куре.
У жовтні 1945-го корабель виключили зі списків ВМФ, а навесні 1948-го пустили на злам.